# Emanuel Bentil
Emanuel Bentil (sinh ngày 3 tháng 12 năm 1978, tại Tema) là một cựu cầu thủ bóng đá người Ghana chơi ở vị trí tiền vệ